# Jugosławia na Letnich Igrzyskach Olimpijskich 1988
Jugosławię na Letnich Igrzyskach Olimpijskich 1988 reprezentowało 155 zawodników: 117 mężczyzn i 38 kobiet. Był to 16. start reprezentacji Jugosławii na letnich igrzyskach olimpijskich.
Najmłodszym jugosłowiańskim zawodnikiem na tych igrzyskach był wioślarz Roman Ambrožič (15 lat), a najstarszym był zapaśnik Franc Podlesek (36 lat).

## Zdobyte medale
| Medal  | Zawodnik | Dyscyplina    | Konkurencja                        |
| ------ | --- | ------------- | ---------------------------------- |
| Złoto  | Goran Maksimović | Strzelectwo   | Karabin pneumatyczny 10 m mężczyzn |
| Złoto  | Jasna Šekarić | Strzelectwo   | Pistolet pneumatyczny 10 m kobiet  |
| Złoto  | Dragan Andrić Mislav Bezmalinović Perica Bukić Veselin Đuho Igor Gočanin Deni Lušić Igor Milanović Tomislav Paškvalin Renco Posinković Goran Rađenović Dubravko Šimenc Aleksandar Šoštar Mirko Vičević                   | Piłka wodna   | Turniej mężczyzn                   |
| Srebro | Šaban Trstena | Zapasy        | 52 kg stylem wolnym mężczyzn       |
| Srebro | Ilija Lupulesku Zoran Primorac | Tenis stołowy | Debel mężczyzn                     |
| Srebro | Anđelija Arbutina Vesna Bajkuša Polona Dornik Slađana Golić Kornelija Kvesić Mara Lakić Žana Lelas Bojana Milošević Razija Mujanović Danira Nakić Stojna Vangelovska Eleonora Wild                                       | Koszykówka    | Turniej kobiet                     |
| Srebro | Franjo Arapović Zoran Čutura Danko Cvjetičanin Vlade Divac Toni Kukoč Željko Obradović Žarko Paspalj Dražen Petrović Dino Rađa Zdravko Radulović Stojko Vranković Jurij Zdovc                                            | Koszykówka    | Turniej mężczyzn                   |
| Brąz   | Damir Škaro | Boks          | Waga półciężka mężczyzn            |
| Brąz   | Sadik Mujkić Bojan Prešern | Wioślarstwo   | Dwójka bez sternika mężczyzn       |
| Brąz   | Jasna Šekarić | Strzelectwo   | Pistolet 25 m                      |
| Brąz   | Gordana Perkučin Jasna Fazlić | Tenis stołowy | Debel                              |
| Brąz   | Mirko Bašić Jožef Holpert Boris Jarak Slobodan Kuzmanovski Muhamed Memić Alvaro Načinović Goran Perkovac Zlatko Portner Iztok Puc Rolando Pušnik Momir Rnić Zlatko Saračević Irfan Smajlagić Ermin Velić Veselin Vujović | Piłka ręczna  | Turniej mężczyzn                   |